# Inmigración francesa en la República Dominicana
El asentamiento de franceses en suelo dominicano puede ser catalogado como el segundo flujo poblacional en importancia de procedencia europea, tras la española. Esta migración alcanzó su clímax desde inicios del siglo xviii hasta la primera mitad del siglo xix, previo la independencia dominicana de Haití en 1844.
Tras la independencia, la República Dominicana se caracterizó por ser una nación de inmigración moderada, primordialmente de nacionalidades americanas (tradicionalmente de puertorriqueños y cubanos, sumándose los haitianos y los estadounidenses en los siglos xx y xxi), siendo la inmigración de nacionales europeos modesta o minúscula, salvo la inmigración española; sin embargo, los franceses históricamente han estado entre las diez nacionalidades que más migran a la República Dominicana. Actualmente, y con una estimación poblacional bastante considerable, el prestigio que ha dejado ese país en la sociedad dominicana moderna es grande. Expandiéndose así a sectores del entretenimiento, comercio, política, arte, gastronomía y muchos otros. De las principales influencias que caracterizan la identidad de la población, se podría decir que el legado francés es el cuarto más notable a nivel nacional.

## Historia

### Descubrimiento del Nuevo Mundo
Investigando en las crónicas sobre el segundo viaje de Cristóbal Colón hacia las Américas, aparece mencionado un religioso francés que acompañaba la delegación jerónima que fue, junto con los grupos de dominicos y los franciscanos, de las primeras órdenes religiosas en establecerse en la isla. Tal momento marcaría la primera vez que una persona originaria de lo que hoy sería el territorio de Francia, pondría un pie en lo que hoy sería República Dominicana.

### Presencia francesa durante la colonia española
La historia de las migraciones mayores compuesta por franceses en el territorio de la actual República Dominicana, anteriormente conocida como la Capitanía general de Santo Domingo, comienza alrededor de 1700, donde varios colonos franceses se instalan en la porción occidental del Cibao, tras España haber aceptado la colonización francesa en el oeste de la isla de Santo Domingo que dio a su vez lugar al surgimiento del Santo Domingo francés (Saint-Domingue, actual Haití). La colonia española de Santo Domingo vivía una profunda decadencia económica debido al abandono por parte de la metrópolis y la continua emigración de la población a otras colonias más prósperas; el arribo de los franceses al norte de la colonia, con una mentalidad distinta al mercantilismo español, propició el desarrollo de la zona; para la década de 1720, ya estos eran el 25% de la población.
En 1718, una real cédula ordenó la expulsión de los franceses de la colonia. El cabildo de Santiago de los Caballeros envió una carta al rey español solicitando la derogación de la ley, pero esta petición fue ignorada. El alcalde mayor de Santiago, don Antonio Pichardo Vinuesta, rehusó obedecer la orden argumentando que la mayoría de los franceses habían contraído matrimonio con locales, que su expulsión contribuiría a la despoblación de la colonia y que dañaría la economía del Cibao. Pichardo fue arrestado y encarcelado en la ciudad de Santo Domingo. En 1719, el Consejo de Indias razonó a favor de Pichardo y decidió un indulto a los franceses. Entre 1720 y 1721 se produjo en Santiago una revuelta contra de la implementación de un nuevo impuesto a la exportación de res a Saint Domingue; el gobernador de Santo Domingo, capitán general Fernando Constanzo, acusó a la élite cibaeña de querer anexar su provincia a Francia.
En 1770, el gobierno colonial español expulsó a los habitantes de un asentamiento francés en la península de Samaná.

### Las Tropas de Leclerc
El 29 de enero de 1802, la mitad de la flota francesa enviada por Napoleón para reimponer el control metropolitano en Saint Domingue y Santo Domingo “donde los negros se han hecho con el poder guiados por Toussaint-Louverture”, llegó a Samaná, la otra mitad apareció en Cap Franςais —Cabo Haitiano— el 3 de febrero.
Esta fuerza expedicionaria de 58,000 hombres estaba bajo el mando del general Víctor Emmanuel Leclerc, quien había llevado consigo a su esposa Paulina Bonaparte, hermana de Napoleón.
La muerte del general Leclerc y las posteriores derrotas del ejército francés, en Haití en 1804, en Santo Domingo en La Sabana de Palo Hincado en 1808 y en la ciudad de Santo Domingo en 1809, cuando las tropas francesas se rindieron a una fuerza naval británica; hicieron fracasar el proyecto de reconquista y se abandonó la idea de la posibilidad de construir un imperio colonial en cuyo centro estaría la isla de Santo Domingo reconquistada, al este La Martinica y Guadalupe, al sur La Guyana; y, al norte Luisiana.
Los técnicos que acompañaron al batallón que quedó estacionado en Samaná, iniciaron los trabajos preliminares correspondientes a las medidas que se tomarían y a los proyectos que se ejecutarían.
Parte del resultado de éstos trabajos fueron una serie de mapas, cartas y planos que se confeccionaron para tal fin; estos mapas de indudable calidad técnica y belleza, que se conservan en la biblioteca del Congreso Norteamericano en Washington, son una muestra evidente de las intenciones  de Napoleón para la península y la ciudad de Samaná. El gobierno francés dividió la tierra en cantones y adjudicó dichos terrenos a colonos y militares franceses. Con esta acción las autoridades francesas apoyaron a los colonos franceses que se habían refugiado en Samaná, al igual que lo hicieron en otras ciudades de Cuba y Puerto Rico, como Santiago de Cuba y Mayagüez; colonos estos que salieron de Haití al inicio de la revolución (1791) que culminó con la independencia de ese país (1804). Estos repartos de tierra muestran cierto equilibrio, pues no solo se beneficiaron a colonos franceses como han afirmado varios historiadores. La muestra de apellidos indica que se tomó en cuenta no solo el origen o nacionalidad de los beneficiarios, sino también el peso en la conformación de la sociedad samanesa de la época, siendo el mayor porcentaje de población de la península y de la ciudad la de origen francés, ya que la mayoría de las familias españolas que fueron llevadas para la fundación de la ciudad en el 1756, se habían trasladado a Sabana de la Mar, que fue fundada simultáneamente con Samaná; esto por el estado de abandono en que se encontraba Samaná. Cabe señalar que aún hoy el porcentaje de la población de la ciudad es casi en su mayoría de ascendencia francesa, por los colonos y otros franceses que continuaron emigrando allí.